# Ассамська Вікіпедія
Ассамська Вікіпедія (асс. অসমীয়া ৱিকিপিডিয়া) — розділ Вікіпедії асамською мовою. Створена у 2002 році. Ассамська Вікіпедія станом на 11 серпня 2025 року містить 19 185 статей, 45 610 зареєстрованих користувачів, 100 активних дописувачів, 6 адміністраторів
. Загальна кількість сторінок в асамській Вікіпедії — 112 524, редагувань — 531 387, завантажених файлів — 2314
. Глибина (рівень розвитку мовного розділу) асамської Вікіпедії велика і становить 111.8 пунктів
.

## Історія
- Листопад 2008 — створена 100-та стаття[3].
- Квітень 2012 — створена 1 000-на стаття[3].
- Січень 2013 — створена 2 000-на стаття[4].